# Amblyomma babirussae
Amblyomma babirussae är en fästingart som beskrevs av Schulze 1933. Amblyomma babirussae ingår i släktet Amblyomma och familjen hårda fästingar. Inga underarter finns listade i Catalogue of Life.